# Модуляция добротности
Модуляция добротности (англ. Q-switching) — метод, применяемый для получения импульсного режима работы лазера. При использовании модуляции добротности лазер работает в импульсном режиме.
Основная идея метода состоит в том, что во время накачки намеренно «ухудшают» свойства оптического резонатора, не давая, таким образом, лазеру излучать. Благодаря этому мощность не расходуется на излучение и удаётся получить высокий уровень инверсной населённости энергетических уровней активной среды. Далее свойства резонатора быстро «улучшают», и вся накопленная энергия реализуется в виде короткого, мощного импульса.
Методы модуляции добротности:
- С использованием зеркал — одно из зеркал делают подвижным (например, вращающимся относительно оси, перпендикулярной оси лазера). В моменты, когда вращающееся зеркало не параллельно неподвижному зеркалу, добротность резонатора низкая, и излучения нет, когда же зеркала становятся точно параллельно друг другу, добротность резонатора резко повышается, и лазер начинает излучать.
- С использованием поляризаторов — между зеркалами оптической системы устанавливают поляризатор и устройство с переменными оптическими свойствами (например ячейку Керра или ячейку Поккельса). Это устройство настраивают так, чтобы плоскость его поляризации была перпендикулярна плоскости поляризации поляризатора. В таком состоянии лазер не излучает — свет, прошедший через поляризатор, не может пройти через ячейку Керра или ячейку Поккельса. Если быстро изменить свойства ячейки так, чтобы плоскости поляризации совпали, то свет сможет пройти через всю систему и лазер начнёт излучать.
- С использованием акустооптического модулятора – модулятор устанавливают так, чтобы отклонённый им луч отражался от зеркала резонатора. Таким образом, при выключенном модуляторе оптический резонатор обладает высокими потерями, а при включенном – низкими.